# Lepiota elaiophylla

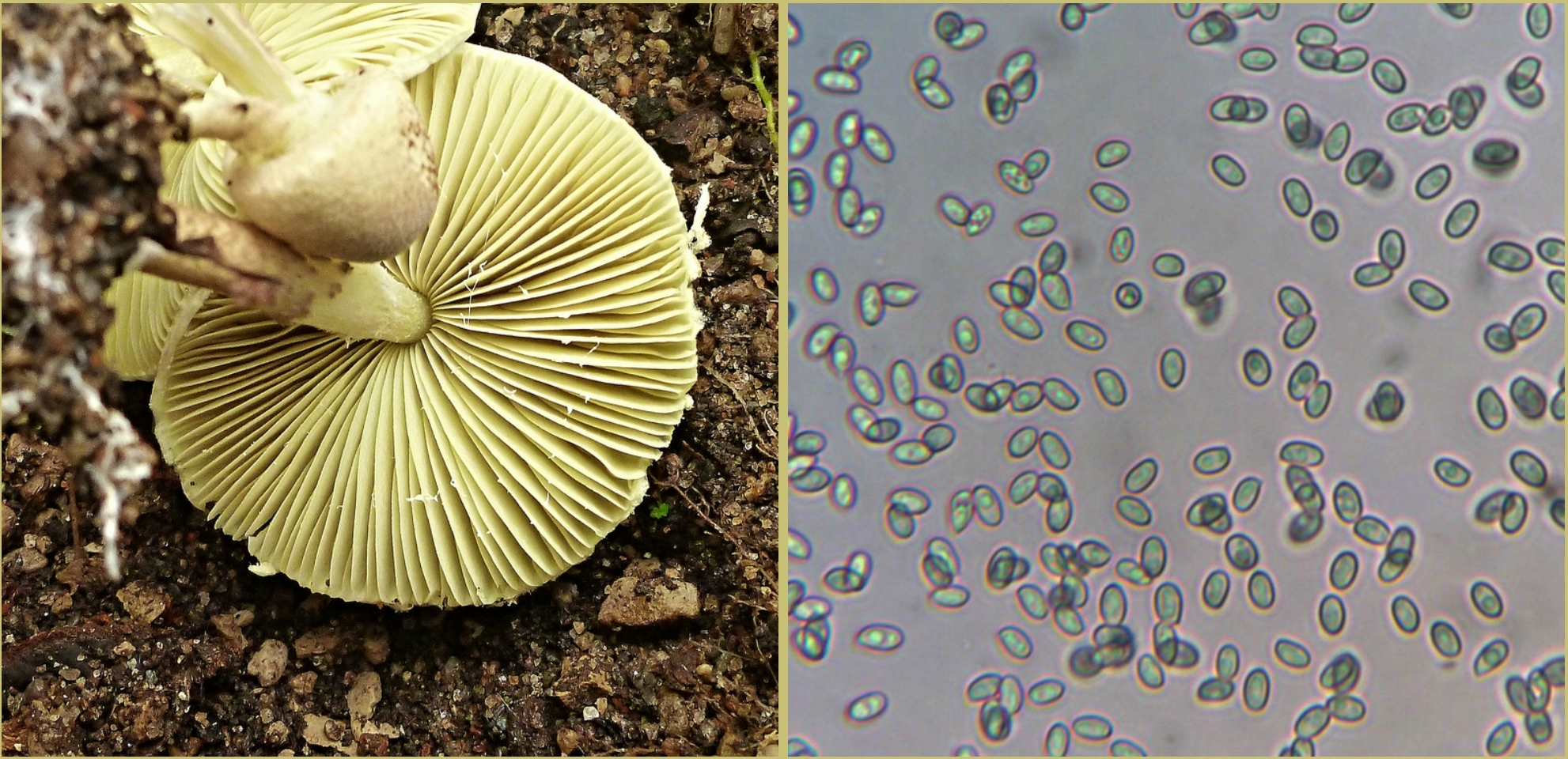

Lepiota elaiophylla Vellinga & Huijser – gatunek grzybów z rodziny pieczarkowatych (Agaricaceae).

## Systematyka i nazewnictwo
Pozycja w klasyfikacji według Index Fungorum: Lepiota, Agaricaceae, Agaricales, Agaricomycetidae, Agaricomycetes, Agaricomycotina, Basidiomycota, Fungi.
Po raz pierwszy opisali go Else C. Vellinga i Henk A. Huijser w 1977 r.

## Morfologia
Kapelusz
Średnica 1,3-3,3(5) cm, kształt początkowo wypukły, z wiekiem płaskowypukły z małym wyraźnym garbkiem lub bez. Powierzchnia ciemno pomarańczowobrązowa, pokryta koncentrycznie ułożonymi łuskami na tle od blado oliwkowożółtego do blado żółtosiarkowożółtego, na środku aksamitna, ochrowo-czerwonawobrązowa. Na brzegu resztki osłony.
Blaszki
Wolne, brzuchate, dość gęste, początkowo cytrynowożółte, potem oliwkowożółte do szarawooliwkowożółtych, z wiekiem mniej szare na krawędziach. Ostrza poszarpane, żółte.
Trzon
Wysokość 2,2-2,3(4) cm x (0,5)1–2,5 mm, równy, pusty w środku. Powierzchnia naga do włóknisto-wełnistej i oliwkowożółta w kierunku wierzchołka, z pasmami drobnych brązowawych łusek takich samych jak na kapeluszu i bardziej wełnista pod brązową strefą pierścieniową. U podstawy białe sznury grzybniowe.
Miąższ
Cienki, w kapeluszu blado siarkowożółty do brązowawooliwkowożółtego, na trzonie ciemniejszy, oliwkowożółty.
Cechy mikroskopowe
Podstawki 15–20(35) × 6–7,5(9,5) μm, maczugowate, z 4 sterygmami. Bazydiospory elipsoidalne, oglądane z profilu podłużne do półcylindrycznych, niektóre z zagłębieniem nadwnękowym, cienkościenne, szkliste, dekstrynoidalne, o średnich wymiarach 6,8 × 3,5 µm, Q = (1,5)1,67–2,5(3). Cheilocystydy wąsko maczugowate do maczugowatych, czasem nieco wrzecionowate, cienkościenne, szkliste, 15–27,5(40) × 5–12 µm, zanikające z wiekiem, Pleurocystyd brak. Skórka w kapeluszu typu trichoderma.

## Występowanie i siedlisko
Podano stanowiska Lepiota elaiophylla zw Ameryce Północnej, Środkowej i Południowej, Europie, Australii. Brak jej w opracowaniu W. Wojewody z 2003 roku. Jej występowanie w Polsce podaje internetowy atlas grzybów. Znaleziony został w doniczkach z egzotycznymi roślinami uprawnymi (awokado, dracena).
Naziemny grzyb saprotroficzny. W naturze występuje ww ściółce lasów neotropikalnych, ale często znajdywany jest w doniczkach z uprawianymi roślinami tropikalnymi.
Grzyb silnie trujący, nawet śmiertelnie. Zawiera amanityny.